# Menjamel de Lombok
El menjamel de Lombok (Lichmera lombokia) és un ocell de la família dels melifàgids (Meliphagidae).

## Hàbitat i distribució
Habita els boscos de Lombok, Flores i Sumbawa, a les illes Petites de la Sonda.